# Nymphon longimanum
Nymphon longimanum är en havsspindelart som beskrevs av Sars, G.O. 1888. Nymphon longimanum ingår i släktet Nymphon och familjen Nymphonidae. Inga underarter finns listade i Catalogue of Life.